# Cottus koreanus
Cottus koreanus är en fiskart som beskrevs av Fujii, Choi och Yoshitaka Yabe 2005. Cottus koreanus ingår i släktet Cottus och familjen simpor. Inga underarter finns listade i Catalogue of Life.